# Impacto ambiental de la minería

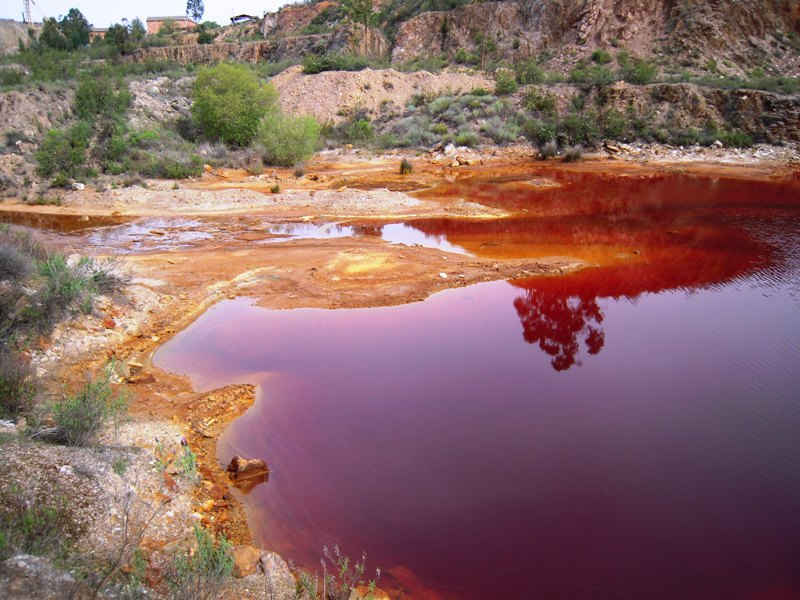
Laguna contaminada junto a una explotación minera en Portugal

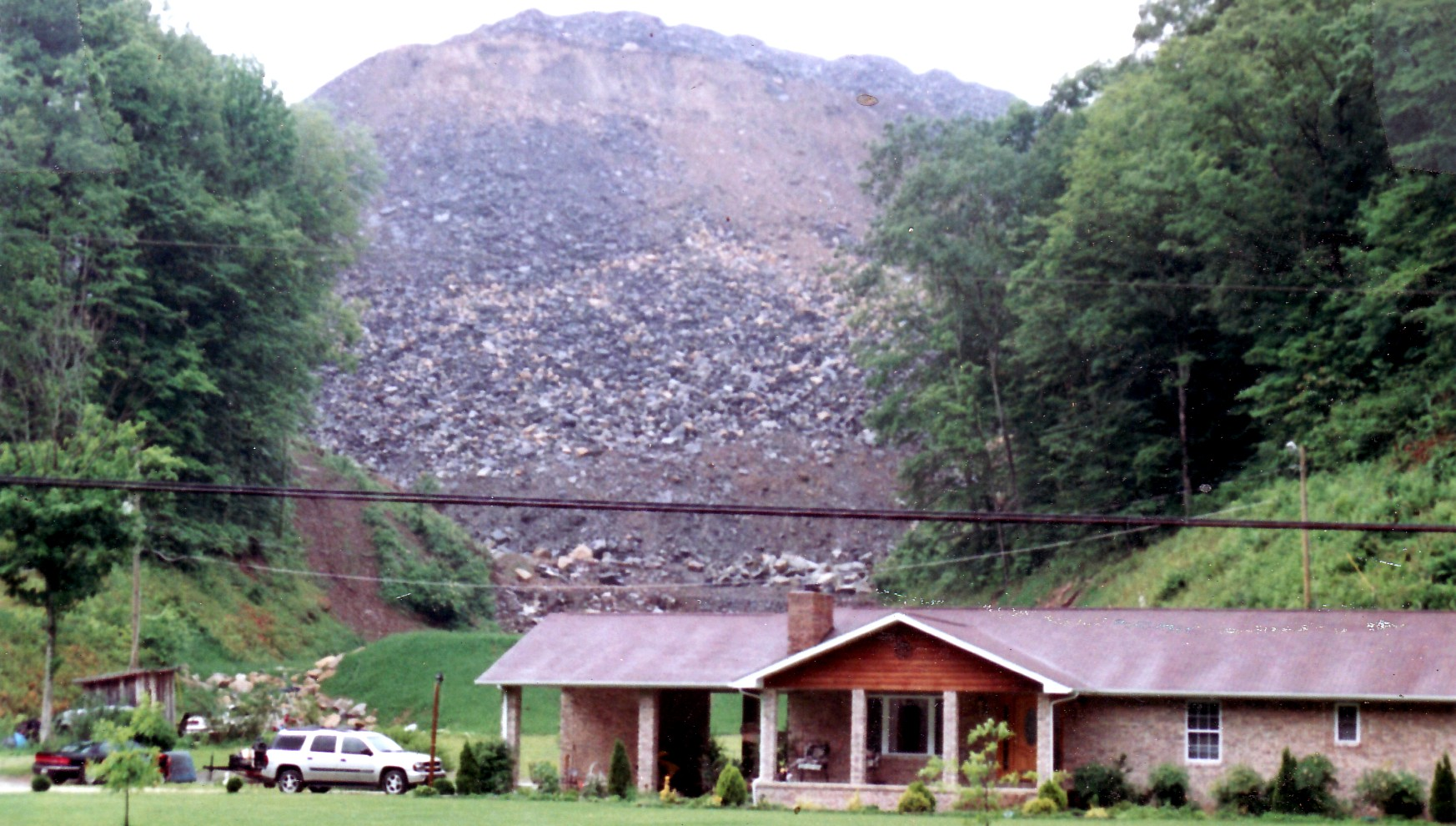
Desmonte minero en Martin County, Kentucky, Estados Unidos.

Los impactos ambientales de la minería pueden ocurrir a escala local, regional y global, de manera directa e indirecta, a través de las prácticas mineras. Los emprendimientos de extracción y procesamiento de minerales comprenden a una serie de acciones que producen significativos impactos ambientales, que perduran en el tiempo, más allá de la duración de las operaciones de extracción de minerales. 
Todos los métodos de extracción minera (exploración, explotación y cierre) producen algún grado de alteración a la superficie y los estratos subyacentes, así como a los acuíferos, además de la generación de desechos como relaves y escombreras. De tal manera, los efectos de la minería sobre el medio ambiente impactan el suelo, el agua y el aire, pudiendo resultar en alteraciones tales como drenaje ácido, contaminación hídrica, remoción de glaciares, contaminación atmosférica, remoción y socavamiento del suelo, pérdida de biodiversidad, contaminación del suelo y degradación ambiental. Asimismo, la actividad minera genera impactos sociales y económicos en las comunidades locales, incluyendo conflictos con los otros usos de la tierra, pérdida de patrimonio cultural de grupos originarios y mayores brechas entre ricos y pobres en países con economías dependientes de la minería.
Algunos métodos de minería (minería de litio, minería de fosfato, minería de carbón, minería de remoción de montañas y minería de arena) pueden tener efectos ambientales y de salud pública tan significativos que las empresas mineras en algunos países deben seguir estrictos códigos medioambientales y de rehabilitación para garantizar que la extracción área vuelve a su estado original.

## Efectos de las actividades mineras
Si bien la minería y la extracción de minerales han contribuido significativamente al avance de la civilización humana y las economías nacionales, también tienen el potencial de generar una grave degradación ambiental. Los cambios en el medio ambiente debido a las actividades mineras pueden ser permanentes. Cambios en la topografía del terreno, incluidos los cambios del curso de un río, el relleno de un lago o la forma de una colina, son difíciles restaurar a su estado original. Las actividades mineras, incluidas la prospección, exploración, construcción, operación, mantenimiento, expansión, cierre de faenas, desmantelamiento y reutilización de una mina, pueden afectar a los sistemas sociales y ambientales en varias formas positivas y negativas, directas e indirectas. La minería puede generar una variedad de beneficios para las sociedades, pero también puede causar conflictos, sobre todo en relación con el uso de la tierra por sobre y por debajo de la superficie. De manera similar, la minería puede alterar los entornos, pero la remediación y la mitigación pueden restaurar los sistemas.
Los procesos de minería típicos variarán según el mineral objetivo. La minería a cielo abierto implica la limpieza del terreno y la remoción de la sobrecarga antes de que los minerales estén expuestos para la excavación. A lo largo de todas las fases de la minería a cielo abierto, la contaminación del aire por polvo y partículas es la principal preocupación. La minería subterránea implica la excavación de pozos de acceso o rampas al depósito mineral y la instalación de soporte en tierra para mantener la estabilidad. Los problemas típicos asociados con las actividades mineras son la degradación de la tierra, la eliminación de sobrecarga, la deforestación, los desechos de lavado, el hundimiento de terrenos, la contaminación del agua debido al lavado, la descarga de agua de la mina, el drenaje ácido de la mina, la operación de lavado de carbón, la contaminación del aire debido a la liberación de gases y polvo, contaminación acústica, incendios de minas, daños a la flora y fauna del área circundante, riesgos para la salud ocupacional, entre otros.

### Exploración
La exploración de minerales incluye el mapeo geológico y la teledetección, los cuales rara vez impactan el medio ambiente; con todo, tanto el mapeo geológico detallado in situ como el seguimiento geofísico del terreno requieren el corte de travesías, piques, zanjas y perforaciones, actividades que pueden resultar en la destrucción de la vegetación, generación de ruido y vibraciones, contaminación de acuíferos subterráneos a través de la perforación y la eliminación de fluidos.
La exploración, construcción, operación y mantenimiento de minas puede resultar en cambios en el uso de la tierra, con impactos ambientales negativo como la deforestación, erosión, contaminación y alteración de los perfiles del suelo, contaminación de arroyos y humedales locales y un aumento de los niveles de ruido, polvo y emisiones.

### Extracción

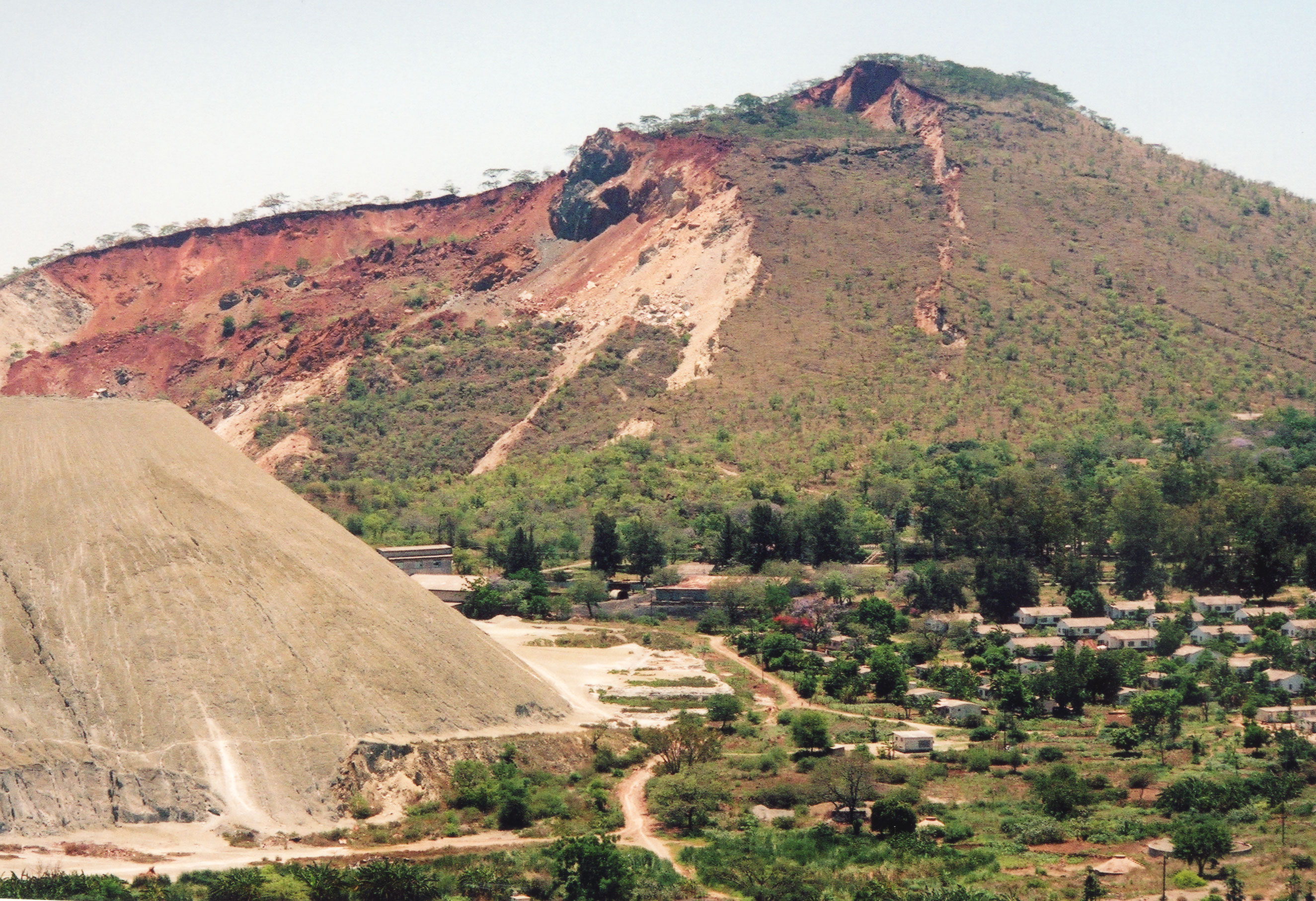
Mina de asbesto King Mine en Mashava, Zimbabue. Al fondo, desmonte de la mina; en primer plano, vista parcial de una pila de material infértil extraído.

Una vez que se excava el mineral, se tritura y se muele en porciones más pequeñas antes de pasar por procesos de concentración para obtener un mineral o concentrado de mineral. Los materiales sobrantes y la roca estéril se eliminan como relaves. Las operaciones de trituración pueden contribuir a la contaminación del aire, mientras que los métodos de trituración y separación que utilizan agua y productos químicos son una fuente de posible contaminación del agua. Los relaves mineros también presentan un riesgo de drenaje ácido de la mina y la posterior contaminación hídrica. Así, el impacto ambiental de la explotación minera incluye la contaminación del aire, la tierra y el agua, daños a la vegetación, perturbaciones ecológicas, degradación del paisaje natural, peligros de radiación, peligros geológicos y problemas socioeconómicos.
Otras preocupaciones ambientales producto de la extracción superficial incluyen las partículas atmosféricas provenientes del tráfico vehicular, voladura, excavación y transporte; las emisiones, ruido, vibraciones de los equipos a diésel, la voladura, las descargas de aguas contaminadas de la mina, interrupción de los acuíferos de agua freática; remoción del suelo y la vegetación; y los efectos visuales ya que puede dejar enormes zonas de rocas infértiles, ya que el 70% del material excavado se considera no útil.
En las operaciones de dragado y extracción en gran escala, puede haber daños permanentes en la pesca, calidad del agua, y aspectos estéticos, debido a la modificación de canales y características de flujo del río natural, además de la presencia en las orillas de los montones de rocas e inundación aguas abajo, con sedimentos.
Las preocupaciones principales en cuanto a las operaciones in situ se relacionan con la contaminación de las aguas freáticas debido a la pérdida de control (o excursiones) de las soluciones que se inyectan y se recuperan, o la falta de neutralizar adecuadamente, la zona o pila lixiviada, después de finalizar las operaciones. Otras inquietudes acerca de las operaciones superficiales de lixiviación de montones incluyen la falta de estabilidad de la pila, acceso a las piscinas de lixiviación (por parte del ganado y la fauna. especialmente los pájaros), y el polvo fugitivo proveniente de las partes secas del montón.
En los sitios de procesamiento, las preocupaciones principales se relacionan con el montón o piscina de relaves de la planta, y son:
- La filtración del agua muy contaminada de la pila que puede contaminar el agua superficial o freática
- La erosión o asentamiento de los costados del montón que pueden causar la contaminación de los suelos y vegetación locales
- El pH o el contenido residual de minerales puede impedir la revegetación
- Las partículas levantadas por la erosión eólica pueden representar un peligro para la salud
- La lama residual puede demorar años en secarse

### Generación de desechos
Los efectos de los desechos de las minas pueden ser múltiples, tales como erosión del suelo, contaminación del aire y del agua, toxicidad, desastres geoambientales, pérdida de biodiversidad y, en última instancia, pérdida de riqueza económica. Los problemas residuales pueden incluir erosión, efectos de la intemperie, saturación, así como desmoronamiento de las paredes verticales restantes y taludes de las pilas de desechos, además de los peligros para la seguridad que representan las fosas inundadas.

#### Relaves

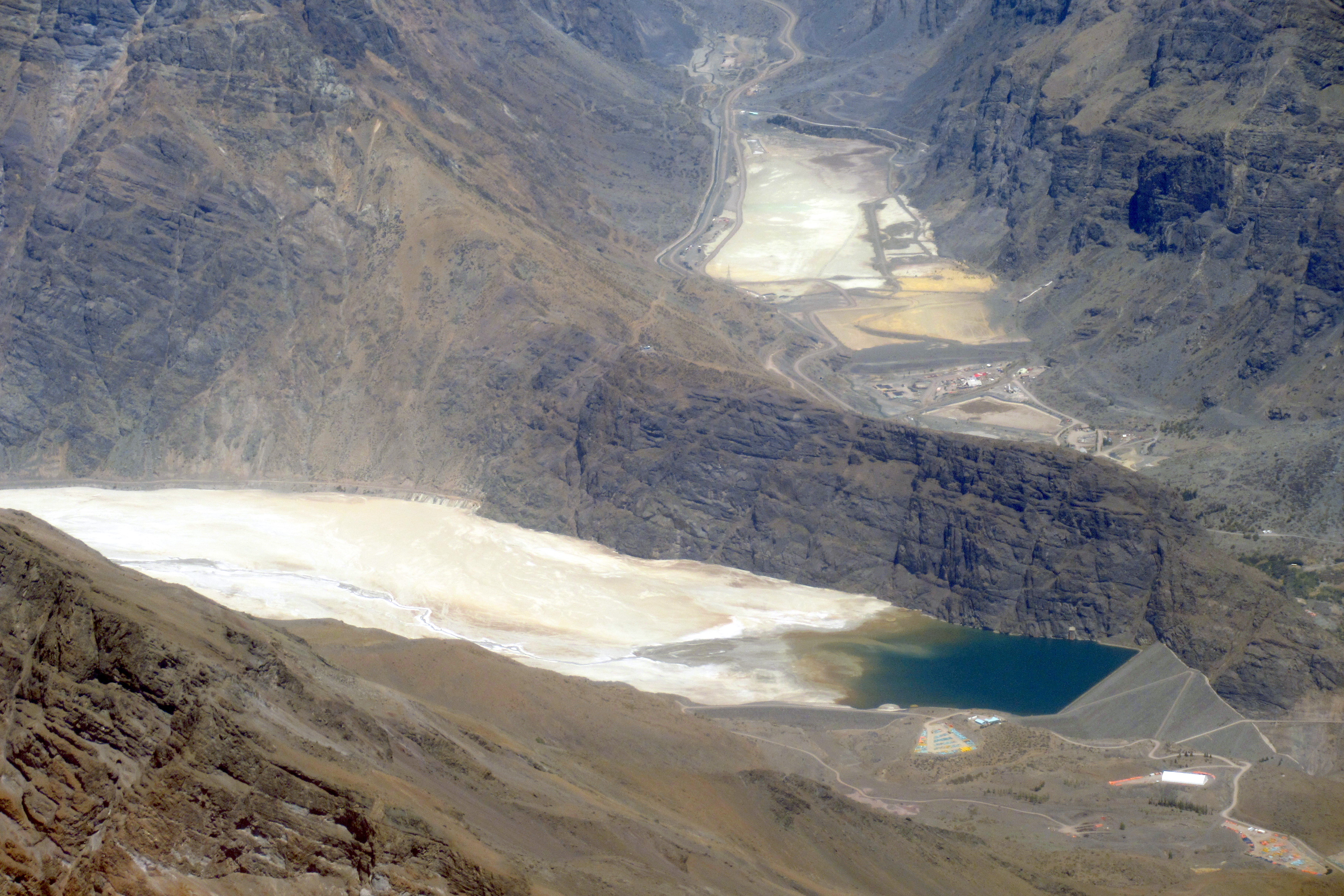
Embalse Los Leones con los relaves de la mina Andina de Codelco, en Chile.

Los relaves son materiales que quedan después son el resultado de separar la fracción valiosa de la fracción antieconómica del mineral, siendo una mezcla de agua, arena, arcilla y betún residual. Los relaves se almacenan comúnmente en estanques de relaves hechos de valles existentes naturalmente o grandes represas y sistemas de diques diseñados. Los estanques de relaves pueden seguir siendo parte de una operación minera activa durante 30 a 40 años. Esto permite que los depósitos de relaves se sedimenten o que se almacenen y reciclen el agua.
Los relaves tienen un gran potencial para dañar el medio ambiente al liberar metales tóxicos por drenaje ácido o al dañar la vida silvestre acuática; ambos requieren un monitoreo y tratamiento constante del agua que pasa a través de la presa. Sin embargo, el mayor peligro de los estanques de relaves es la falla de la presa. Los estanques de relaves están formados típicamente por rellenos de origen local (suelo, desechos gruesos o sobrecargas de operaciones mineras y relaves) y los muros de la represa a menudo se construyen para sostener mayores cantidades de relaves. La falta de regulación para los criterios de diseño de los estanques de relaves es lo que pone al medio ambiente en riesgo de inundaciones de los estanques de relaves.

#### Escombreras
Una escombrera es una pila de sobrecarga acumulada que se retiró de un sitio de mina durante la extracción de carbón o mineral. Estos materiales de desecho están compuestos de tierra y rocas ordinarias, con el potencial de contaminarse con desechos químicos. El desperdicio es muy diferente al de los relaves, ya que es material procesado que permanece después de que los componentes valiosos se han extraído del mineral. La combustión de las escombreras puede ocurrir con bastante frecuencia, ya que las escombreras más viejas tienden a estar sueltas y se vuelcan sobre el borde de una pila. Como los escombros están compuestos principalmente de material carbonoso que es altamente combustible, pueden incendiarse accidentalmente por el encendido del fuego o la caída de chispas o cenizas calientes, pudiendo incendiarse superficialmente o arder bajo tierra durante muchos años.

### Tras el cierre
El cierre de la mina ocurre como resultado de la extracción total de las reservas minerales dentro de los límites físicos de un depósito o del área de la mina o debido a cambios en factores geológicos o económicos externos que hacen que las reservas sean inviables en un momento dado. El abandono, el desmantelamiento y la reutilización de minas también pueden tener como resultado impactos ambientales significativos, como la permanencia de contaminantes persistentes en aguas superficiales y subterráneas, problemas en el tratamiento de aguas, toxicidad persistente para los organismos, pérdida de vegetación y biodiversidad original, la existencia de pozos y piques abandonados que presentan peligros y riesgos para la salud de los seres humanos, generación de polvo, entre otras.

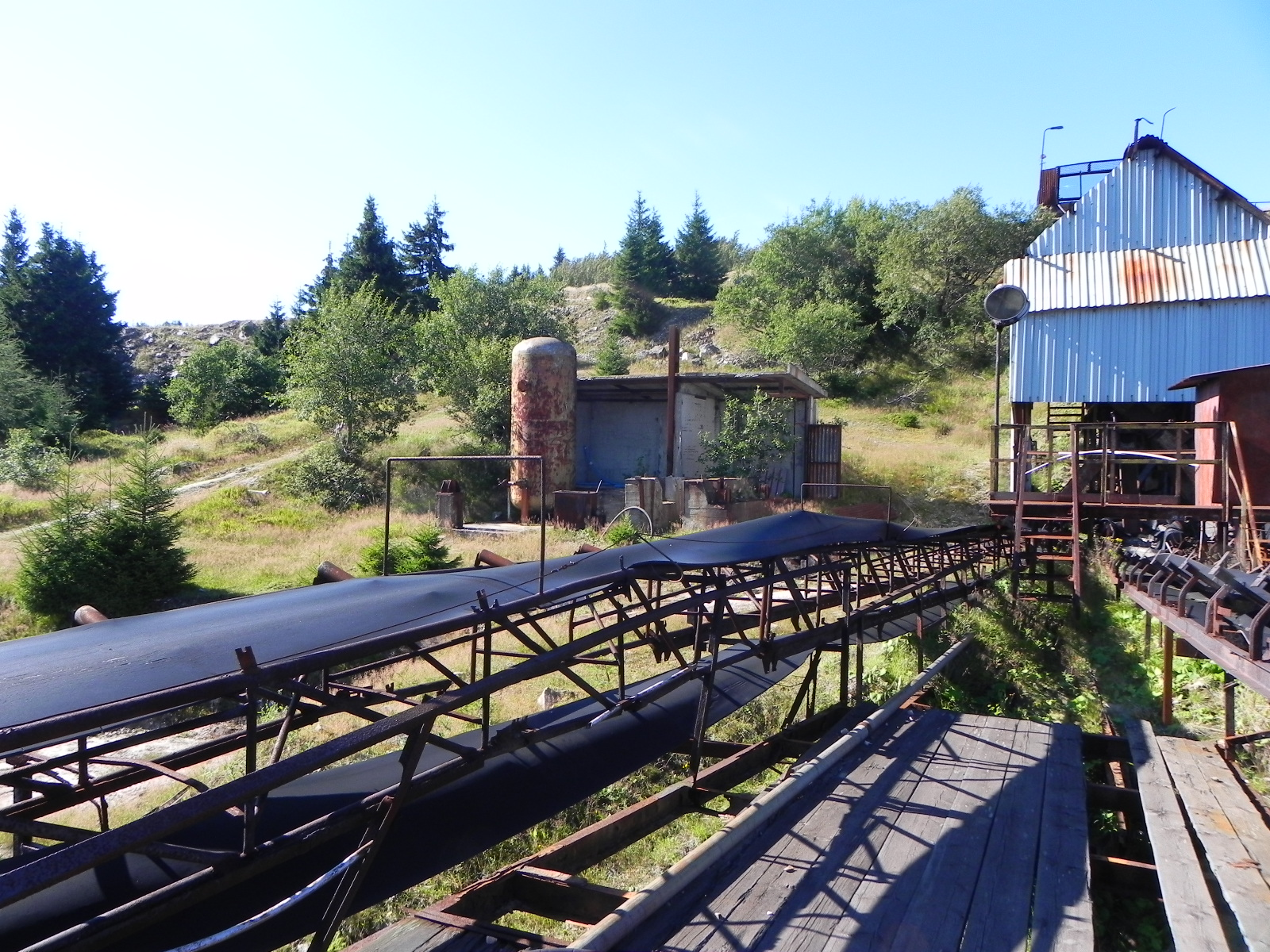
Instalaciones abandonadas de una mina de cuarzo en Polonia

Tras el cierre, puede ocurrir drenaje ácido de la mina, los contaminantes contenidos en los relaves y el mineral gastado del proceso de beneficio puede ser liberado al agua superficial y subterránea. Las partículas de polvo de los relaves y las áreas de mineral gastado pueden causar contaminación del aire incluso después del término de las faenas si no están debidamente estabilizados y/o cubiertos. Por ello, el objetivo del cierre de la mina es prevenir o minimizar los impactos ambientales adversos a largo plazo y crear un ecosistema natural autosuficiente o un uso alternativo de la tierra basado en un conjunto de objetivos acordados.

### Infraestructura asociada
Más allá de las minas en sí, la infraestructura construida para apoyar las actividades mineras, como carreteras, puertos, vías férreas y líneas eléctricas, puede generar impactos ambientales como afectar las rutas migratorias de los animales y aumentar la fragmentación del hábitat.

## Alteraciones ambientales

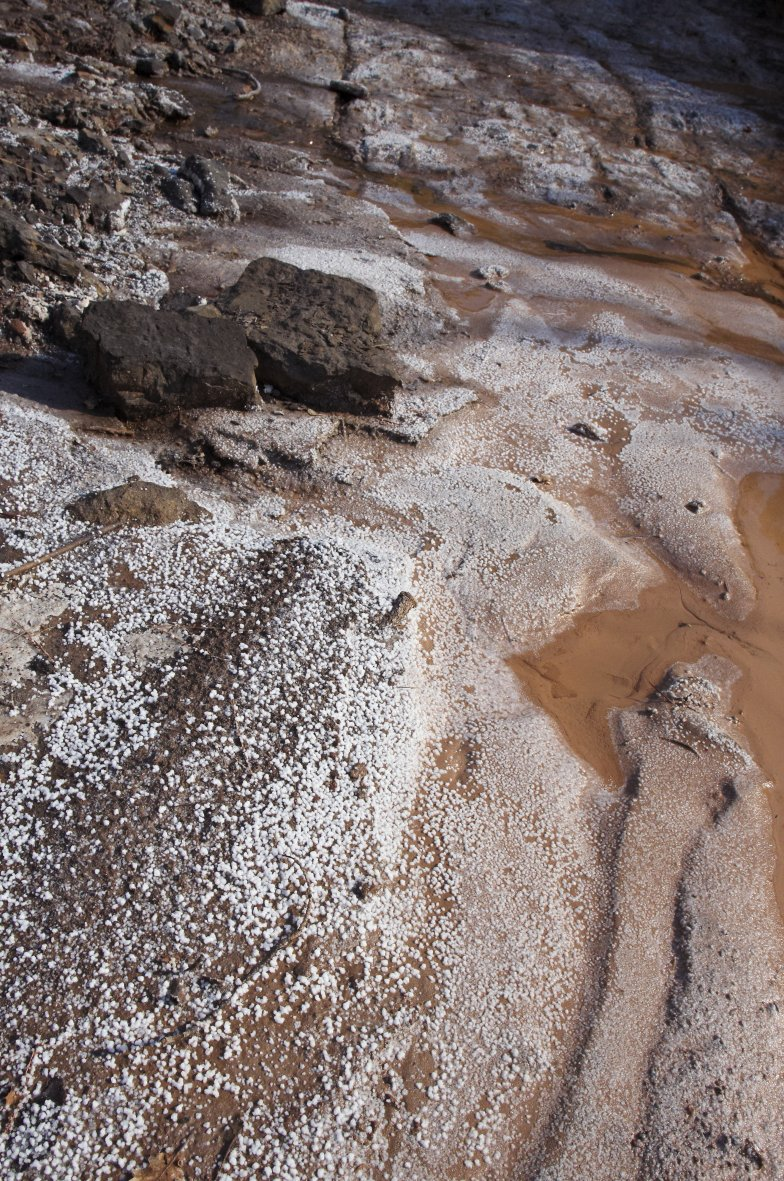
Las escombreras de las minas de potasio de la comarca de Bages (Cataluña) salinizan los ríos Llobregat y Cardener y sus acuíferos

Las preocupaciones ambientales incluyen la alteración del suelo, vegetación y ríos locales durante la preparación del sitio la contaminación atmosférica proveniente de la separación, concentración y procesamiento (polvo fugitivo y emisiones de la chimenea); ruido del transporte, transferencia, trituración y molienda del mineral; contaminación de las aguas superficiales por los derrames de los molinos y plantas de lavado; contaminación de las aguas freáticas debido a las fugas de las pilas de relaves y piscinas de lama; contaminación de los suelos, vegetación y aguas superficiales locales debido a la erosión eólica e hídrica de las pilas de desechos; eliminación de los desechos; impactos visuales; y conflictos en cuanto al uso de la tierra.
A menudo, las plantas de procesamiento de las regiones montañosas tienen dificultades para encontrar las áreas adecuadas para represar los relaves del concentrador, y, por consiguiente, descargan estos finos inertes a los ríos torrentosos aguas abajo, se asientan estos materiales en las curvas del río, canales anchos, planicies de inundación y aguas costeras de poca profundidad. Los finos perjudican a los organismos acuáticos, y pueden causar represamiento e inundaciones en las comunidades que se encuentran aguas abajo.

### Impacto en el agua
La minería puede tener efectos nocivos en las aguas superficiales y subterráneas circundantes. Si no se toman las precauciones adecuadas, concentraciones anormalmente altas de sustancias químicas, como arsénico, ácido sulfúrico y mercurio, pueden extenderse sobre un área significativa de agua superficial o subterránea. Las grandes cantidades de agua que se utilizan para el drenaje de la mina, el enfriamiento de la mina, la extracción acuosa y otros procesos mineros aumentan el potencial de que estos químicos contaminen el agua subterránea y superficial. Como la minería produce grandes cantidades de aguas residuales, los métodos de eliminación son limitados debido a los contaminantes presentes en las aguas residuales. La escorrentía que contiene estos productos químicos puede provocar la devastación de la vegetación circundante. Como los depósitos mineros son propensos a filtrar sus contaminantes a través del agua de filtración y la erosión de partículas, representan un riesgo futuro para el medio ambiente local y una amenaza potencial para la calidad del agua corriente abajo.
En minas bien reguladas, los hidrólogos y geólogos toman medidas cuidadosas del agua para tomar precauciones y excluir cualquier tipo de contaminación del agua que pudiera ser causada por las operaciones mineras. La minimización de la degradación ambiental es impuesta en las prácticas mineras de varios países a través de leyes, al restringir a los operadores a cumplir con los estándares para la protección de las aguas superficiales y subterráneas de la contaminación. Esto se logra mejor mediante el uso de procesos de extracción no tóxicos como la biolixiviación, biooxidación y biorreducción de iones metálicos.

#### Drenaje ácido de minas

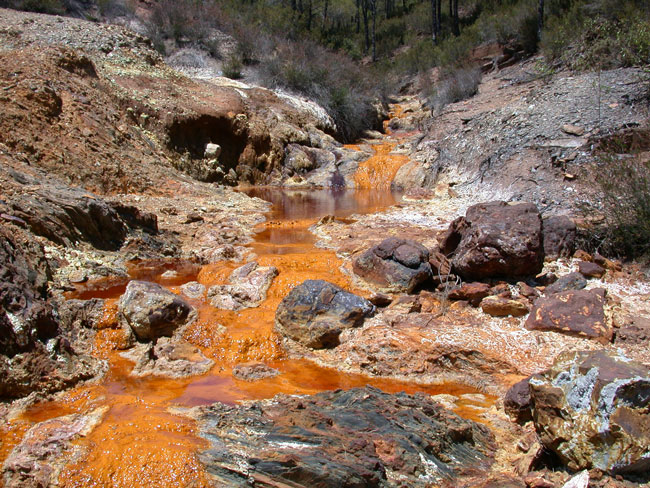
Drenaje ácido de minas en la cuenca minera de Riotinto-Nerva, España

El drenaje ácido es una de las problemáticas ambientales más relevantes que enfrenta la industria minera. Si bien se produce de forma natural en algunos entornos como parte del proceso de meteorización de las rocas, se ve agravado por las perturbaciones de la tierra a gran escala, como aquellas características de la minería, por lo general dentro de rocas que contienen una gran cantidad de minerales sulfurados. Cuando el proceso de extracción expone los sulfuros al agua y al aire, juntos reaccionan para formar ácido sulfúrico. Este puede disolver otros metales y metaloides nocivos (como el arsénico) de la roca circundante. El drenaje ácido se puede liberar en cualquier lugar de la mina donde los sulfuros estén expuestos al aire y al agua, incluidos las pilas de roca estéril, relaves, tajos abiertos, túneles subterráneos y plataformas de lixiviación. El drenaje ácido de la mina es especialmente dañino porque puede ocurrir indefinidamente, mucho después de que la actividad minera ha terminado.
Las cinco tecnologías principales utilizadas para monitorear y controlar el flujo de agua en los sitios de la mina son los sistemas de desvío, estanques de contención, sistemas de bombeo de agua subterránea, sistemas de drenaje subterráneo y barreras subterráneas. En el caso del drenaje ácido de minas, el agua contaminada generalmente se bombea a una instalación de tratamiento que neutraliza los contaminantes. Una revisión de 2006 de las declaraciones de impacto ambiental encontró que las predicciones de la calidad del agua hechas después de considerar los efectos de la mitigación subestimaron en gran medida los impactos reales en las aguas subterráneas, filtraciones y aguas superficiales.

#### Contaminación hídrica por metales

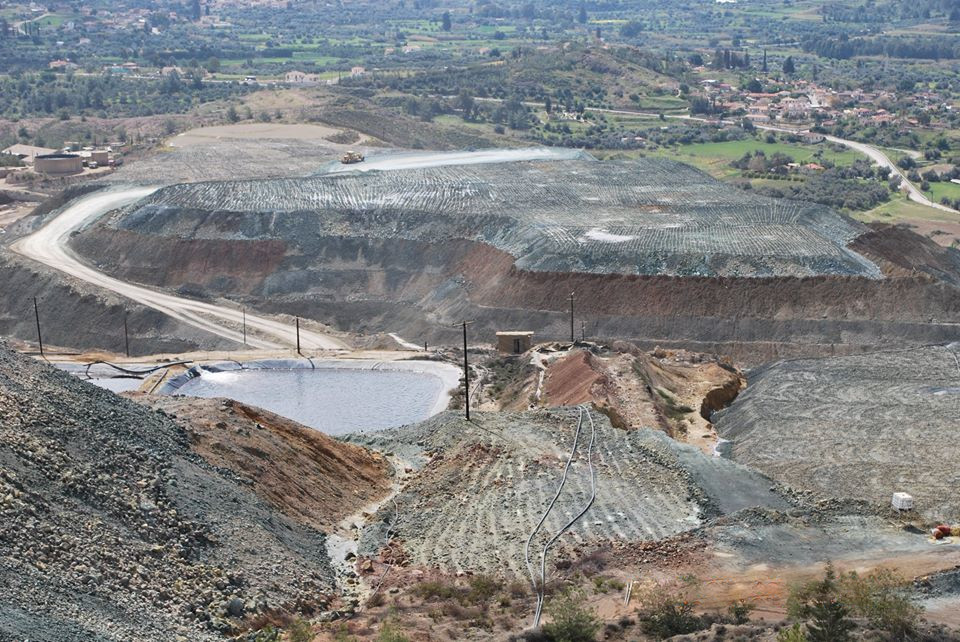
Planta hidrometalúrgica en las minas de Skouriotissa, Chipre

La disolución y el transporte de metales y metales pesados por escorrentías y aguas subterráneas es otro ejemplo de problemas ambientales con la minería, como Tar Creek, un área minera abandonada en Picher, Oklahoma, que sufre de contaminación por metales pesados: el agua de la mina que contenía metales pesados disueltos, como plomo y cadmio, se filtró al agua subterránea local y la contaminó. El almacenamiento a largo plazo de relaves y polvo puede generar problemas adicionales, ya que el viento los puede sacar fácilmente del sitio, como ocurrió en Skouriotissa, una mina de cobre abandonada en Chipre. Los cambios ambientales como el calentamiento global y el aumento de la actividad minera pueden aumentar el contenido de metales pesados en los sedimentos de las corrientes.

#### Impacto en glaciares
Existen tres tipos principales de intervenciones en glaciares rocosos: su remoción completa o parcial, la construcción de depósitos de lastre (roca estéril de baja ley) sobre los glaciares, y la construcción de infraestructura sobre ellos. El principal efecto de la remoción de glaciares rocosos es la pérdida irreversible de un recurso hídrico no renovable, con la subsecuente eliminación del sistema hidrológico de un componente que contribuye a los caudales de los ríos de cuencas pluvionivales o nivales, y la modificación del paisaje. La depositación de lastre sobre glaciares rocosos también produce cambios en su dinámica y en la estabilidad de la forma, por la degradación del permafrost por efectos geotérmicos y geoquímicos y la agradación de permafrost con variables contenidos de hielo en el material depositado. El colapso de un glaciar rocoso recubierto con depósito de lastre no solo causaría daños en las cercanías, sino también puede convertirse en un flujo detrítico capaz de desplazarse largas distancias, pudiendo generar aluviones con escombros y relaves aguas abajo.

### Contaminación atmosférica

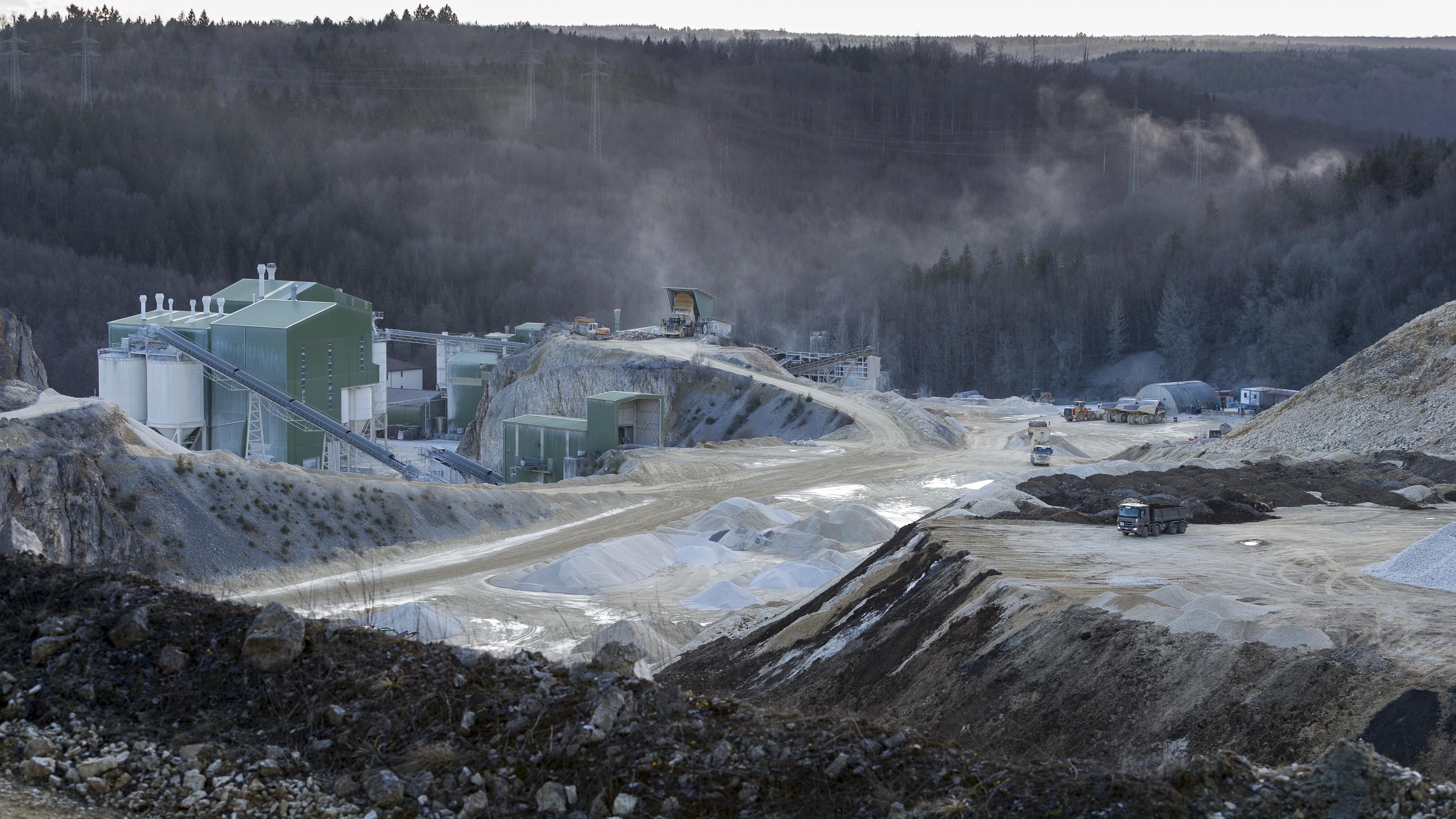
Partículas en suspensión por la extracción y procesamiento de piedra caliza en la cantera de Waibertal Ost, Alemania.

Las partículas atmosféricas provienen de la voladura, excavación y movimiento de tierras, transporte, transferencia de materiales, erosión eólica de la tierra floja durante la extracción superficial, o cualquier operación que ocurre en la superficie de las minas subterráneas. Durante el procesamiento del material, las partículas atmosféricas serán producidas por el transporte, reducción (tamizado, trituración o pulverización), tráfico vehicular, erosión eólica de las áreas secas de la piscina de relaves, caminos y pilas de materiales. La materia particulada en suspensión de las faenas mineras afecta la calidad del aire tanto de la misma como del área circundante, que revelan un alto potencial de contaminación debido a  y el consiguiente impacto en la salud humana.
La minería de carbón a cielo abierto crea más problemas de contaminación del aire con respecto al polvo, que contiene partículas de carbón, materias solubles en benceno, entre otros. Se ha vinculado la minería del carbón y la mala calidad del aire en las ciudades cercanas a las faenas.

### Impacto en el suelo

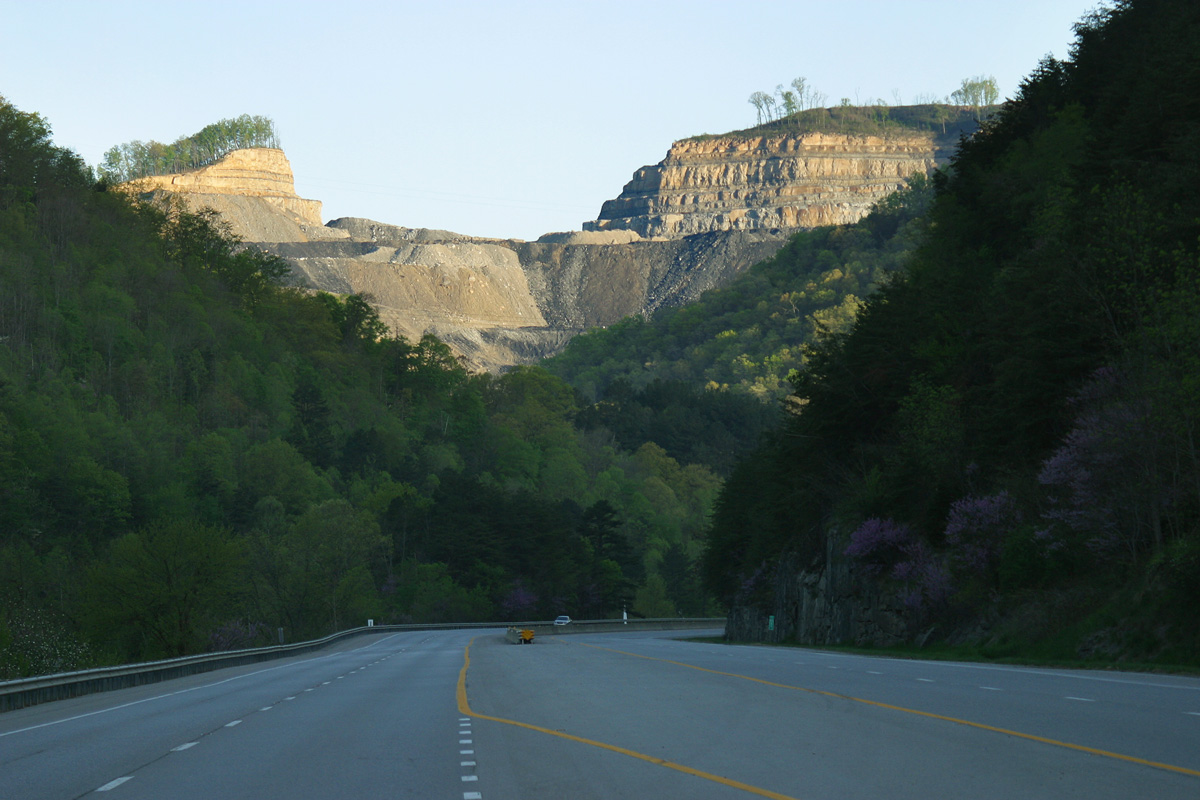
Vista de una mina en la cima de una montaña "decapitada" en el condado de Pike, Kentucky

Por la naturaleza de la actividad, un efecto principal de alteración ambiental de la minería es la afectación de las propiedades físicas, químicas y microbiológicas del suelo. La minería altera la estética del paisaje junto con los componentes del suelo, como los horizontes del suelo y estructura, poblaciones de microbios del suelo y ciclos de nutrientes, que son cruciales para mantener un ecosistema saludable y, por lo tanto, da como resultado la destrucción de la vegetación existente y el perfil del suelo (Kundu y Ghose, 1997). 
por la remoción de tierra en masa y la generación de socavones. 
Un tipo de remoción de tierra en masa es la denominada decapitación de cerros (Mountaintop removal, MTR) en la minería de carbón del este de Estados Unidos, que impacta en el impacto paisajístico, la destrucción de bosques y los suelos que los sustentan y la depositación de material en las cabeceras de los valles afectando la calidad del agua de las cuencas hidrográficas y la biodiversidad aguas abajo.
Un socavón en el sitio de una mina o cerca de él generalmente se debe a la falla del techo de una mina debido a la extracción de recursos, una sobrecarga débil o discontinuidades geológicas. La sobrecarga en el sitio de la mina puede desarrollar cavidades en el subsuelo o la roca, que pueden llenarse de arena y tierra de los estratos suprayacentes. Estas cavidades en la sobrecarga tienen el potencial de derrumbarse eventualmente, formando un socavón en la superficie. La falla repentina de la tierra crea una gran depresión en la superficie sin previo aviso, lo que puede ser seriamente peligroso para efectos del paisaje, la vida y la propiedad. Durante el proceso de extracción superficial se provoca una degradación de la tierra, su hundimiento y eventuales incendios de minas y alteración del nivel freático, lo que conduce a un desorden topográfico, un severo desequilibrio ecológico y daño a los patrones de uso de la tierra en y alrededor de las regiones mineras.  Asimismo, se ha estudiado que la extracción de minerales como el níquel en minas a cielo abierto han disminuido la fertilidad del suelo, lo que posteriormente inhibe el crecimiento de plántulas del área circundante.-

### Impacto en la biodiversidad

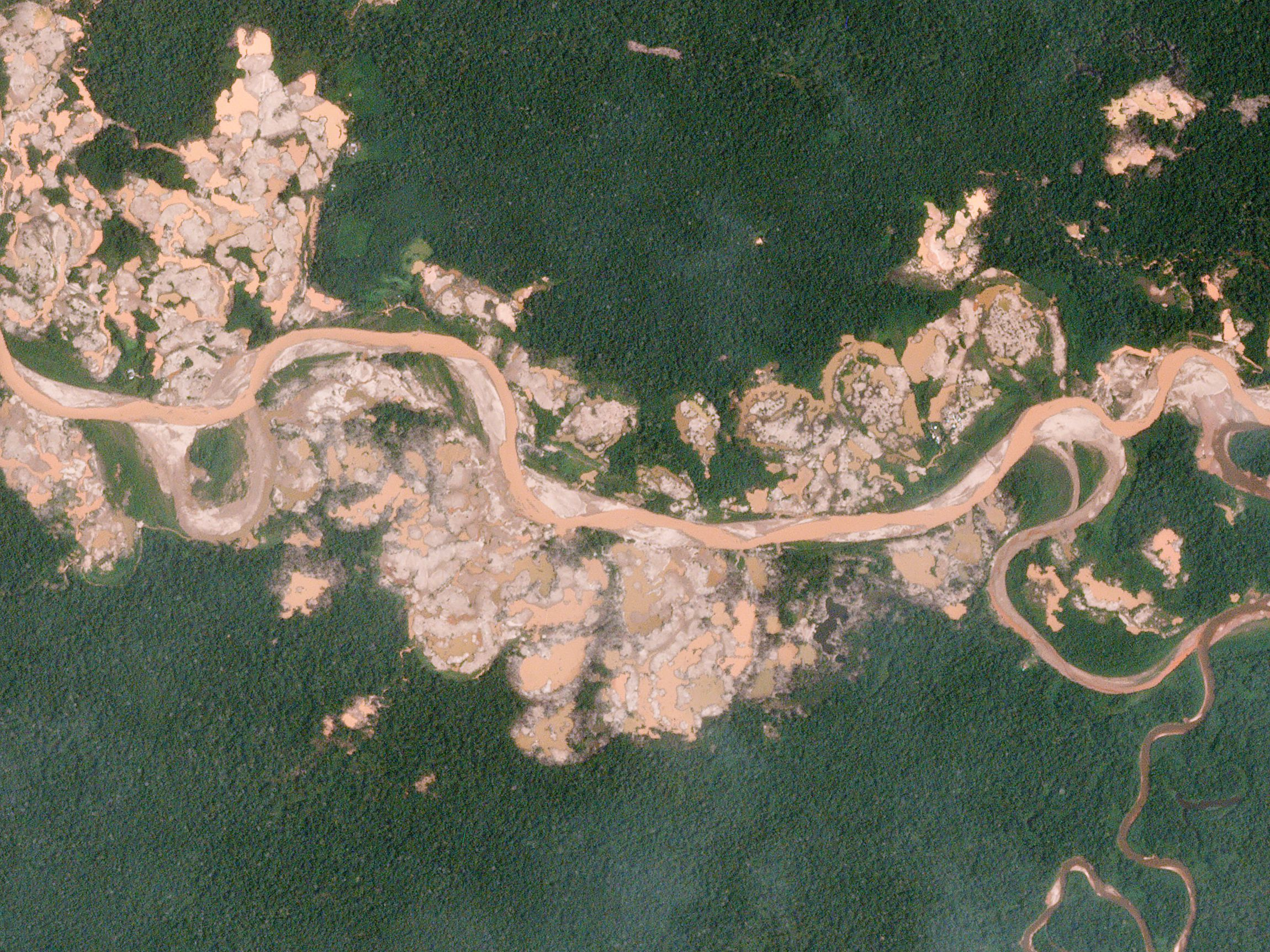
La mina de oro La Pampa en la Amazonía peruana, se expandió ilegalmente al sur del río Malinowski, entrando en la Reserva nacional Tambopata, un bosque protegido.

La destrucción o modificación drástica del sitio original y la liberación de sustancias antropogénicas pueden tener un impacto importante en la biodiversidad de la zona. La destrucción del hábitat es el principal componente de las pérdidas de biodiversidad, pero el envenenamiento directo causado por el material extraído de las minas y el envenenamiento indirecto a través de alimentos y agua también pueden afectar a los animales, la vegetación y los microorganismos. La modificación del hábitat, como la modificación del pH y la temperatura, perturba a las comunidades de los alrededores. Las especies endémicas son especialmente sensibles, ya que requieren condiciones ambientales muy específicas. La destrucción o leve modificación de su hábitat los pone en peligro de extinción. Los hábitats pueden dañarse cuando no hay suficiente producto terrestre, así como por productos no químicos, como grandes rocas de las minas que se descartan en el paisaje circundante sin preocuparse por los impactos en el hábitat natural.

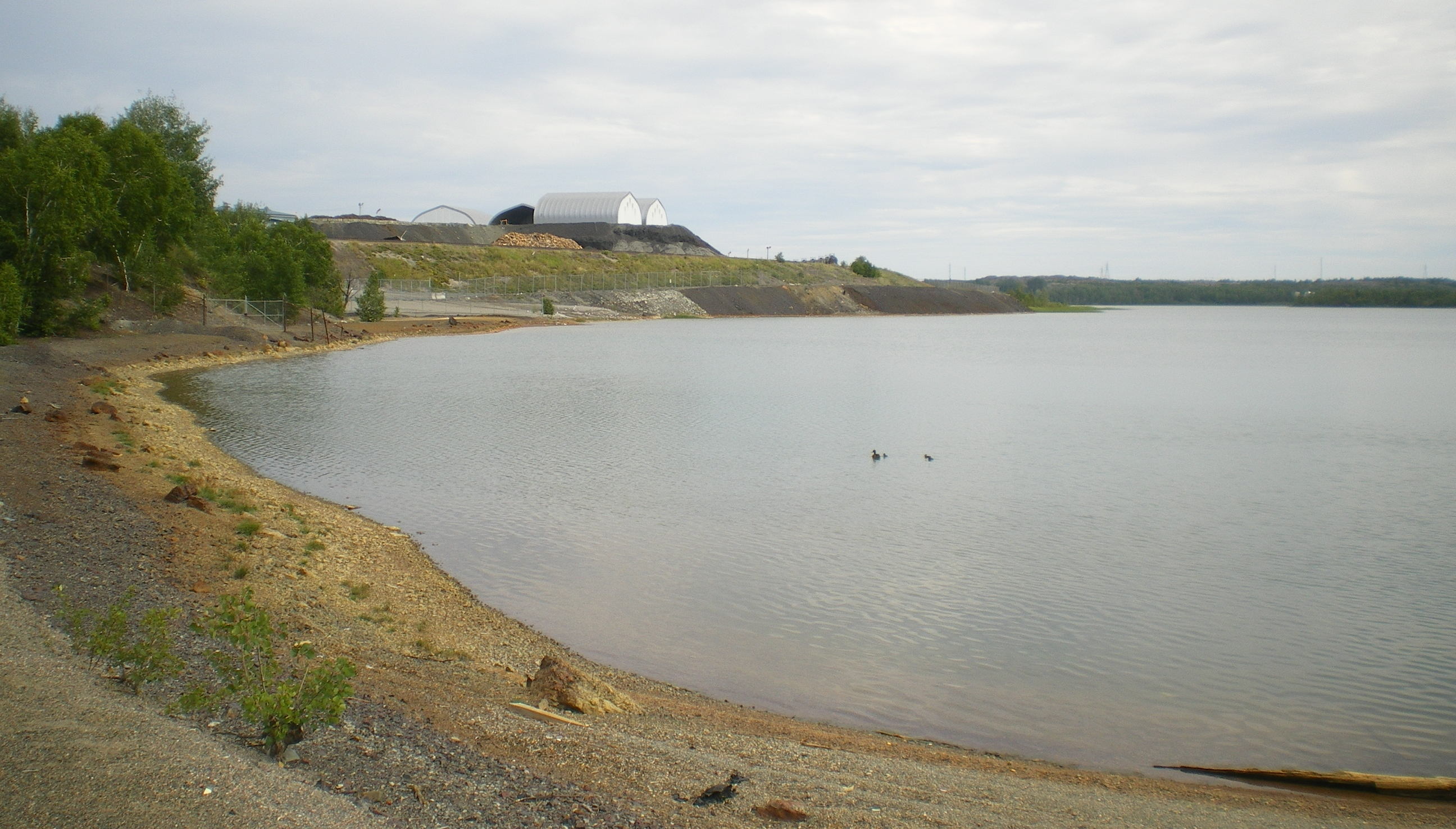
El lago Osisko en Canadá ha sido un lago contaminado durante décadas, a causa de los relaves de las contiguas minas de Noranda.

Se sabe que las concentraciones de metales pesados disminuyen con la distancia a la mina, y los efectos sobre la biodiversidad tienden a seguir el mismo patrón. Los impactos pueden variar mucho según la movilidad y la biodisponibilidad del contaminante: las moléculas menos móviles permanecerán inertes en el medio ambiente, mientras que las moléculas altamente móviles se moverán fácilmente a otro compartimento o serán absorbidas por los organismos. Por ejemplo, la especiación de metales en los sedimentos podría modificar su biodisponibilidad y, por tanto, su toxicidad para los organismos acuáticos.
La industria minera puede impactar la biodiversidad acuática de diferentes formas. Una forma puede ser la intoxicación directa; un riesgo mayor de esto ocurre cuando los contaminantes son móviles en el sedimento o biodisponibles en el agua. El drenaje ácido de la mina puede modificar el pH del agua, lo que dificulta diferenciar el impacto directo en los organismos de los impactos causados por los cambios de pH. No obstante, se puede observar y probar que los efectos son causados por modificaciones del pH. Los contaminantes también pueden afectar a los organismos acuáticos a través de efectos físicos: los arroyos con altas concentraciones de sedimentos suspendidos limitan la luz, disminuyendo así la biomasa de algas. La deposición de óxidos metálicos puede limitar la biomasa al recubrir las algas o su sustrato, evitando así la colonización.
La biomagnificación juega un papel importante en los hábitats contaminados: los impactos de la minería en la biodiversidad, asumiendo que los niveles de concentración no son lo suficientemente altos como para matar directamente a los organismos expuestos, deberían ser mayores para las especies en la parte superior de la cadena alimentaria debido a este fenómeno.
Los efectos adversos de la minería en la biodiversidad dependen en gran medida de la naturaleza del contaminante, el nivel de concentración al que se puede encontrar en el medio ambiente y la naturaleza del ecosistema en sí. Algunas especies son bastante resistentes a las perturbaciones antropogénicas, mientras que otras desaparecerán por completo de la zona contaminada. El tiempo por sí solo no parece permitir que el hábitat se recupere completamente de la contaminación. Las prácticas de remediación llevan tiempo, y en la mayoría de los casos no permitirán recuperar la diversidad original presente antes de que se llevara a cabo la actividad minera.

## Cuestiones socioeconómicas

### Uso de la tierra
La exploración minera constituye un uso intensivo y local de la tierra que es de corta duración; puede haber cierto grado de conflicto con los usos existentes no mineros. Debido a que el procesamiento de minerales requiere energía y agua, la minería puede entrar en conflicto con otros usos de la tierra (asentamientos humanos, transporte, agricultura, silvicultura, conservación, por ejemplo) si los recursos hídricos ya son escasos en la zona o si las fuentes de energía son limitadas.
En las áreas remotas, se pueden atender a estas actividades desde el aire, obviando la necesidad de construir caminos de acceso y sufrir esa intrusión. Con todo, hay impactos ambientales que son específicos o más graves en minas en áreas remotas, como la construcción de caminos y rutas en ecosistemas intactos y en comunidades aborígenes cuyos medios de vida están vinculados a la salud de estas áreas.
Los nuevos caminos de acceso, servicios públicos y ciudades no sólo animan la afluencia de pobladores y el desarrollo secundario, relacionado o no a las actividades mineras, sino que pueden, también, estimular el desarrollo espontáneo y modificación o degradación de las áreas remotas; esto puede continuar después de la terminación del proyecto minero.
Se está volviendo cada vez más difícil para las minas, que demandan una cantidad significativa de área para operar, coexistir con los pueblos indígenas de las comunidades circundantes que dependen en gran medida de la tierra para su sustento. En países con menos intervención gubernamental, la mayor parte de la responsabilidad recae en la gestión de la mina para garantizar que los conflictos por el uso de la tierra se prevengan y resuelvan eficazmente.

### Impacto en las comunidades locales

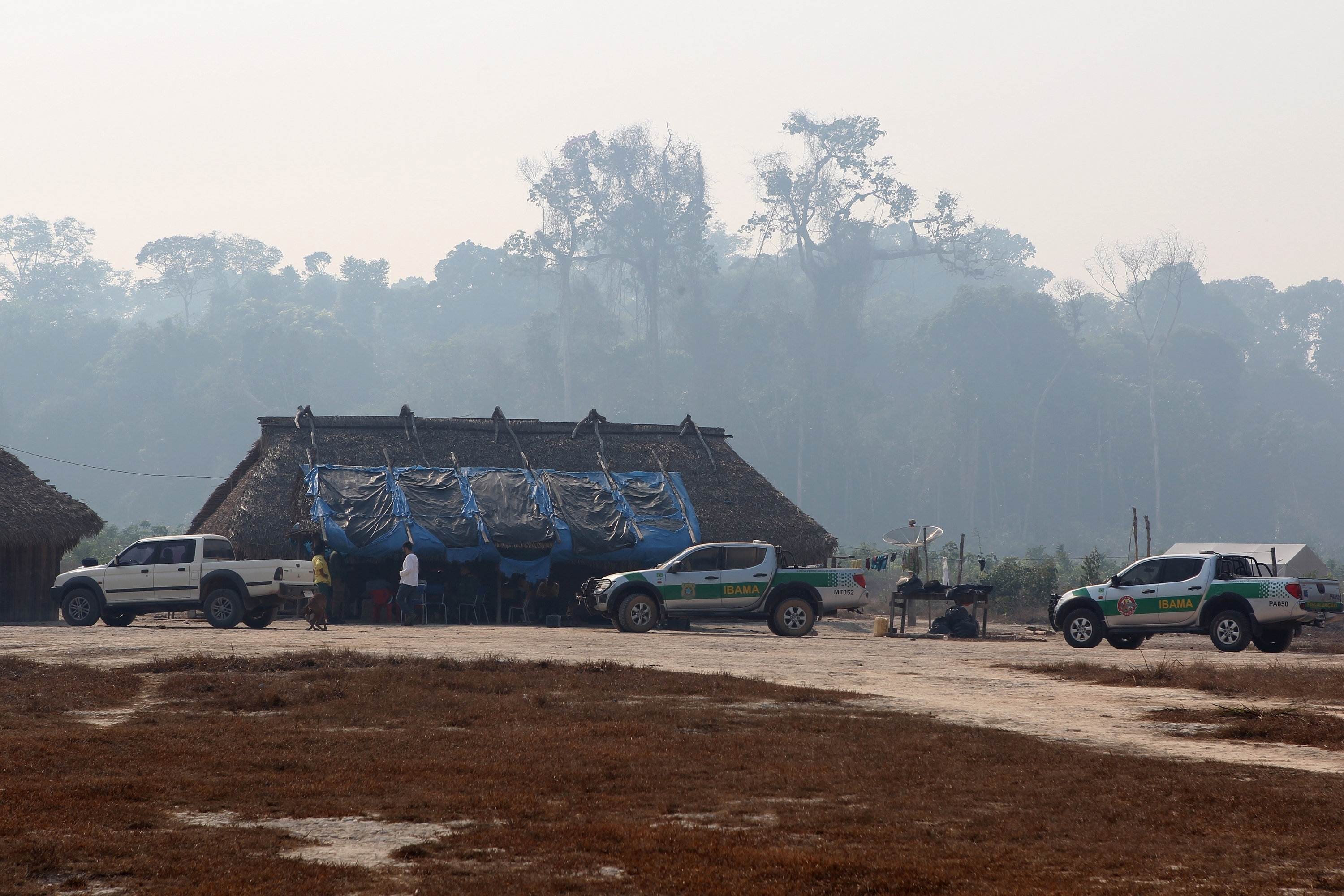
Después de una denuncia de los indígenas kayapó, el Instituto Brasileño del Medio Ambiente cerró una faena de extracción de oro que contaminó los ríos Curuá y Trairão en Altamira, estado de Pará.

La llegada de los trabajadores y sus familias puede sobrecargar los servicios comunitarios o incluso hacer que la población local deba reubicarse. Usualmente, los equipos iniciales de construcción de una faena minera son transitorios, y pronto se lo reemplaza el personal de operaciones que es permanente y menos numeroso, y esta naturaleza de auge rápido y declive de la industria minera afecta la estabilidad económica y social de las comunidades.
Específicamente, la alteración de la superficie a causa de las operaciones de extracción y construcción, puede degradar o destruir los recursos culturales, lugares históricos y sitios religiosos indígenas. Asimismo, la mayor presencia humana en el área puede conducir al vandalismo de los sitios no protegidos. Para los pueblos indígenas, que pertenecen a los sectores más marginados y vulnerables de la sociedad, la minería a gran escala a menudo conduce a la pérdida de sus tierras y, por lo tanto, representa una seria amenaza para sus medios de subsistencia y formas de vida.
Por otra parte, se ha investigado que una mayor proporción de la población en estados dependientes de minerales viven por debajo del umbral de la pobreza. Además, los países dependientes de minerales se caracterizan por mayores brechas entre ricos y pobres. Las comunidades rurales dependientes del desarrollo mineral son especialmente vulnerables al auge y la caída ciclos típicos de la industria. Nueva evidencia sugiere que la minería ha contribuido a las guerras civiles proporcionando ingresos a las facciones en guerra, como el control de las minas de diamantes en África, que se ha convertido en un objetivo de grupos rebeldes que buscan ingresos para financiar guerras civiles.

## Remediación

### Reclamación/rehabilitación
La reclamación o rehabilitación es el proceso de restaurar la tierra que ha sido minada a un estado natural o económicamente utilizable, creando paisajes útiles que cumplen una variedad de objetivos que van desde la restauración de ecosistemas productivos hasta la creación de recursos industriales y municipales. Mediante esta recuperación, las tierras abandonadas o muy degradadas pueden recuperar su productividad y se pueden restablecen algunas medidas de su función biótica. La recuperación de los escombros de las minas a largo plazo requiere el establecimiento de ciclos de nutrientes estables a partir del crecimiento de las plantas y los procesos microbianos.

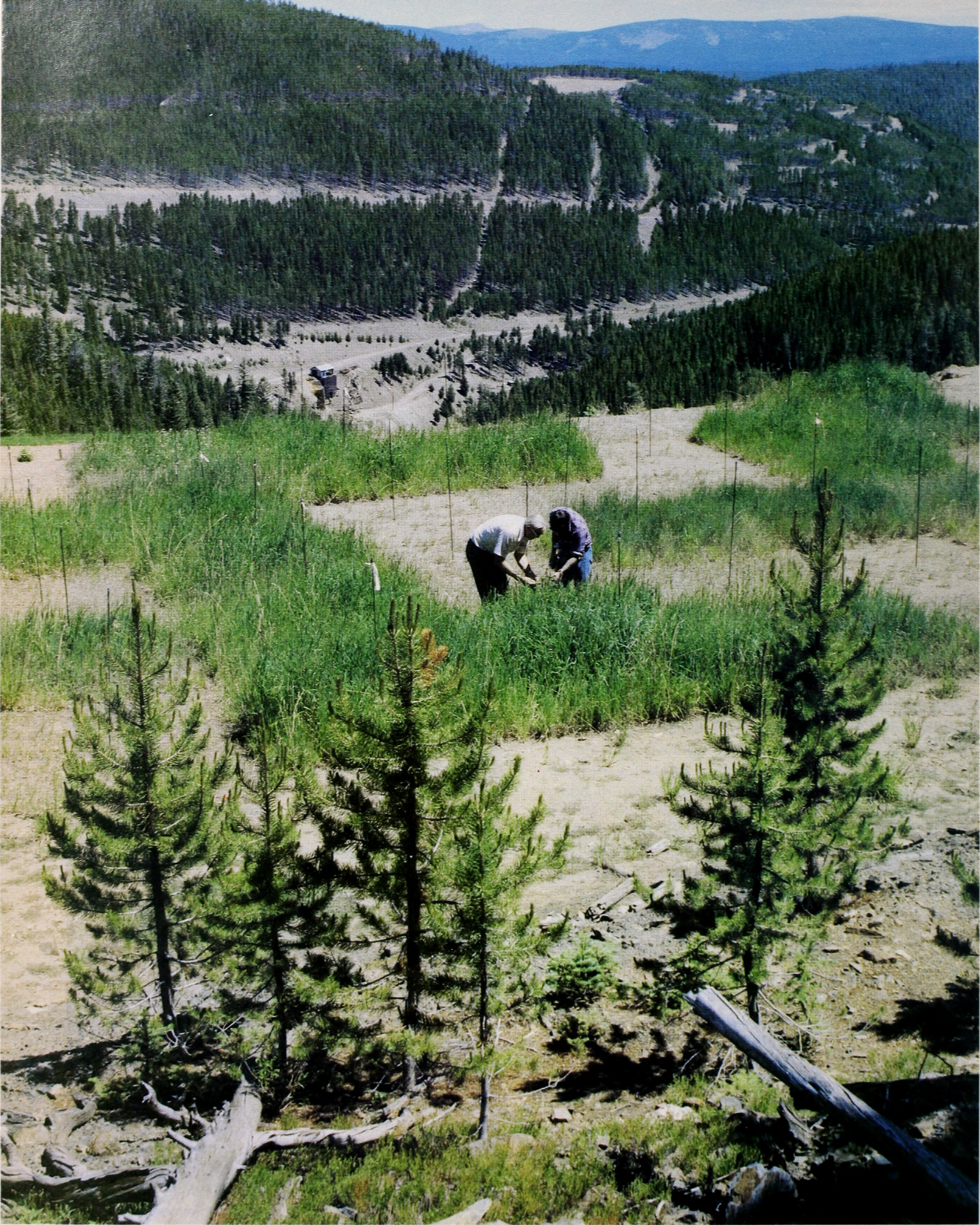
Técnicas de revegetación para la recuperación de tierras minadas.

La recuperación de minas es una parte habitual de las prácticas mineras modernas. Dentro de los proyectos con este fin suelen incluirse la reconstrucción topográfica del terreno anteriormente minado, el reemplazo de la capa superior del suelo y su reconstrucción, y la revegetación del suelo, siendo esta última un objetivo principal de la recuperación, que da como resultado desde el simple control de la erosión hasta la restauración completa de comunidades nativas complejas. Los enfoques y protocolos empleados para la reclamación, por lo tanto, son específicos para la región, el sitio y el uso de la tierra.
Asimismo, la reclamación ambiental puede tener como objetivo rehabilitar antiguos sitios de desechos de la actividad minera, como escombreras y relaves. En el caso de las primeras, es un factor a considerar que para emprender cualquier programa de recuperación biológica, son necesarios ciertos preparativos con respecto a la sobrecarga del botadero, el que debe estar nivelado, bien comprimido y de una forma deseada. A mayor altura del botadero, más difícil será realizar las operaciones de recuperación, por la dificultad e inseguridad de las pendientes. Además, la erodabilidad del material de sobrecarga (compuesto de masas inertes y no siempre bien comprimidas de arena, limo, cantos rodados y/o guijarros), especialmente en la temporada de lluvias, se vuelve bastante alta. Por lo tanto, la altura no debe mantenerse a más de 25 m y la pendiente del vertedero debe mantenerse baja. Esto no solo reducirá la tasa de erosión, sino que también facilitará los tratamientos de estabilización de taludes.

### Minería responsable
La minería responsable se define comúnmente como un enfoque de la industria minera que involucra y respeta a todas las partes interesadas, minimizando y considerando su impacto ambiental, y priorizando una división justa de los beneficios económicos y financieros, con un énfasis en la participación de las partes interesadas, involucrando a los gobiernos y las comunidades afectadas.
Los principios subyacentes de la minería responsable se basan en acuerdos internacionales existentes, como la Declaración de Río y los Objetivos de Desarrollo Sostenible (ODS), que involucran la responsabilidad del contaminador, la equidad, la toma de decisiones participativa y la rendición de cuentas y la transparencia. Debido a que la Tierra contiene una cantidad finita de minerales, lo que hace que la minería sea una actividad finita, se prefiere el término minería responsable sobre minería sostenible. En la práctica, la minería responsable tiene diferentes interpretaciones, referidas a la incidencia para reformar la actividad minera, así como a una estrategia de marketing utilizada por las empresas mineras para promover sus operaciones como ambiental o socialmente sólidas. 